# チャールズ・ノードホフ

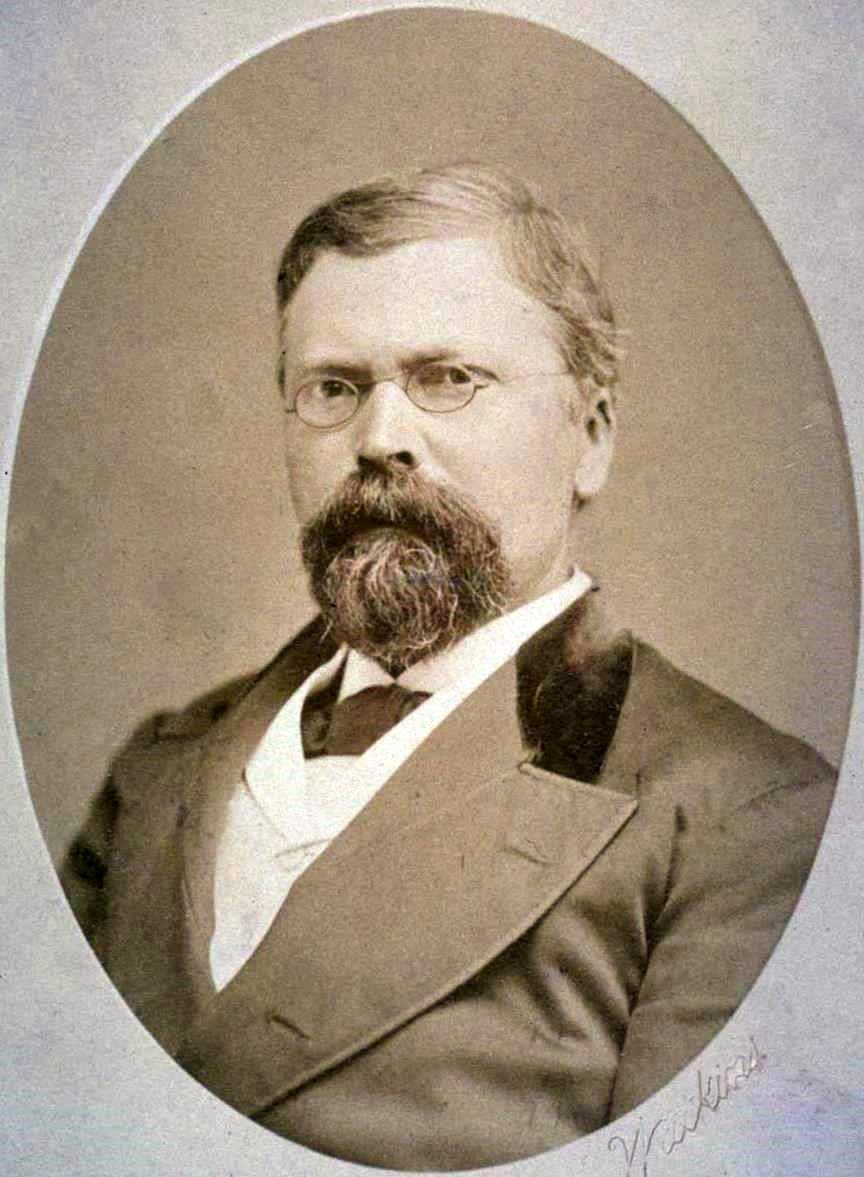
チャールズ・ノードホフ

チャールズ・ノードホフ（Charles Nordhoff、1887年2月1日 - 1947年4月10日）はアメリカ合衆国の小説家。イギリス生まれ。

## 作品

### ジェームズ・ノーマン・ホールとの共著
- ハリケーン
- 戦艦バウンティ
- 流刑の大陸
- 渡洋爆撃隊
- タヒチの食いつぶし一家
- 戦艦バウンティ号の叛乱